# Secretário da Marinha dos Estados Unidos
O Secretário da Marinha dos Estados Unidos (SECNAV) é o chefe do Departamento da Marinha, um componente organizacional (departamento militar) do Departamento de Defesa. O Secretário da Marinha foi, até 1947, um membro do Gabinete do Presidente, quando a Marinha, Exército e a recentemente criada Força Aérea, foram colocados no Departamento de Defesa e o Secretário da Marinha foi colocado sob o comando do Secretário de Defesa. O cargo de Secretário da Marinha é preenchido por nomeação do Poder Executivo e requer confirmação pelo voto da maioria do Senado.